# Denys Kulakov
Bản mẫu:Eastern Slavic name
Denys Yermylovych Kulakov (tiếng Ukraina: Денис Єрмилович Кулаков, sinh ngày 1 tháng 5 năm 1986) là một cầu thủ bóng đá người Ukraina hiện tại thi đấu ở vị trí hậu vệ phải cho Ural Yekaterinburg.

## Thống kê sự nghiệp

### Câu lạc bộ
Tính đến 13 tháng 5 năm 2018
| Câu lạc bộ              | Mùa giải            | Giải vô địch                    | Giải vô địch | Giải vô địch | Cúp     | Cúp       | Châu lục | Châu lục  | Khác    | Khác      | Tổng cộng | Tổng cộng |
| Câu lạc bộ              | Mùa giải            | Hạng đấu                        | Số trận      | Bàn thắng    | Số trận | Bàn thắng | Số trận  | Bàn thắng | Số trận | Bàn thắng | Số trận   | Bàn thắng |
| ----------------------- | ------------------- | ------------------------------- | ------------ | ------------ | ------- | --------- | -------- | --------- | ------- | --------- | --------- | --------- |
| FC Shakhtar-3 Donetsk   | 2003–04             | Ukrainian Second League         | 7            | 0            | –       | –         | –        | –         | –       | –         | 7         | 0         |
| FC Shakhtar-2 Donetsk   | 2003–04             | Ukrainian First League          | 20           | 2            | –       | –         | –        | –         | –       | –         | 20        | 2         |
| FC Shakhtar-2 Donetsk   | 2004–05             | Ukrainian First League          | 12           | 1            | –       | –         | –        | –         | –       | –         | 12        | 1         |
| FC Shakhtar-2 Donetsk   | 2005–06             | Ukrainian First League          | 12           | 0            | –       | –         | –        | –         | –       | –         | 12        | 0         |
| FC Shakhtar-2 Donetsk   | Tổng cộng           | Tổng cộng                       | 44           | 3            | 0       | 0         | 0        | 0         | 0       | 0         | 44        | 3         |
| FC Shakhtar Donetsk     | 2003–04             | Giải bóng đá ngoại hạng Ukraina | 1            | 1            | 0       | 0         | 0        | 0         | –       | –         | 1         | 1         |
| FC Shakhtar Donetsk     | 2004–05             | Giải bóng đá ngoại hạng Ukraina | 1            | 0            | 0       | 0         | 1        | 0         | –       | –         | 2         | 0         |
| FC Shakhtar Donetsk     | 2005–06             | Giải bóng đá ngoại hạng Ukraina | 0            | 0            | 1       | 0         | 0        | 0         | –       | –         | 1         | 0         |
| FC Shakhtar Donetsk     | Tổng cộng           | Tổng cộng                       | 2            | 1            | 1       | 0         | 1        | 0         | 0       | 0         | 4         | 1         |
| FC Illychivets Mariupol | 2005–06             | Giải bóng đá ngoại hạng Ukraina | 6            | 0            | 2       | 0         | –        | –         | –       | –         | 8         | 0         |
| FC Illychivets Mariupol | 2006–07             | Giải bóng đá ngoại hạng Ukraina | 21           | 1            | 4       | 0         | –        | –         | –       | –         | 25        | 1         |
| FC Illychivets Mariupol | Tổng cộng           | Tổng cộng                       | 27           | 1            | 6       | 0         | 0        | 0         | 0       | 0         | 33        | 1         |
| FC Vorskla Poltava      | 2007–08             | Giải bóng đá ngoại hạng Ukraina | 18           | 0            | 2       | 0         | –        | –         | –       | –         | 20        | 0         |
| FC Vorskla Poltava      | 2008–09             | Giải bóng đá ngoại hạng Ukraina | 26           | 1            | 5       | 1         | –        | –         | –       | –         | 31        | 2         |
| FC Vorskla Poltava      | 2009–10             | Giải bóng đá ngoại hạng Ukraina | 29           | 3            | 1       | 0         | 2        | 0         | 1       | 0         | 33        | 3         |
| FC Vorskla Poltava      | 2010–11             | Giải bóng đá ngoại hạng Ukraina | 30           | 1            | 1       | 0         | –        | –         | –       | –         | 31        | 1         |
| FC Vorskla Poltava      | Tổng cộng           | Tổng cộng                       | 103          | 5            | 9       | 1         | 2        | 0         | 1       | 0         | 115       | 6         |
| FC Dnipro               | 2011–12             | Giải bóng đá ngoại hạng Ukraina | 20           | 0            | 1       | 0         | 1        | 0         | –       | –         | 22        | 0         |
| FC Dnipro               | 2012–13             | Giải bóng đá ngoại hạng Ukraina | 9            | 0            | 0       | 0         | 0        | 0         | –       | –         | 9         | 0         |
| FC Dnipro               | 2013–14             | Giải bóng đá ngoại hạng Ukraina | 10           | 0            | 0       | 0         | 6        | 0         | –       | –         | 16        | 0         |
| FC Dnipro               | Tổng cộng           | Tổng cộng                       | 39           | 0            | 1       | 0         | 7        | 0         | 0       | 0         | 47        | 0         |
| FC Metalist Kharkiv     | 2014–15             | Giải bóng đá ngoại hạng Ukraina | 16           | 1            | 3       | 1         | 7        | 0         | –       | –         | 26        | 2         |
| FC Ural Yekaterinburg   | 2015–16             | Giải bóng đá ngoại hạng Nga     | 26           | 0            | 1       | 0         | –        | –         | –       | –         | 27        | 0         |
| FC Ural Yekaterinburg   | 2016–17             | Giải bóng đá ngoại hạng Nga     | 30           | 0            | 2       | 0         | –        | –         | –       | –         | 32        | 0         |
| FC Ural Yekaterinburg   | 2017–18             | Giải bóng đá ngoại hạng Nga     | 30           | 0            | 1       | 0         | –        | –         | –       | –         | 31        | 0         |
| FC Ural Yekaterinburg   | Tổng cộng           | Tổng cộng                       | 86           | 0            | 4       | 0         | 0        | 0         | 0       | 0         | 90        | 0         |
| Tổng cộng sự nghiệp     | Tổng cộng sự nghiệp | Tổng cộng sự nghiệp             | 324          | 11           | 24      | 2         | 17       | 0         | 1       | 0         | 366       | 13        |